# Alo Jakin
Alo Jakin (Tartu, 14 de gener de 1986) és un ciclista professional estonià. Del seu palmarès destaca el Campió nacional en ruta de 2014 i 2019, i els Boucles de l'Aulne del 2015.

## Palmarès
- 2008
  - 1r al Gran Premi d'automne
- 2011
  - 1r a l'Étoile d'or
- 2012
  - 1r als Boucles nationales du printemps i vencedor d'una etapa
- 2013
  - 1r als Boucles de l'Austreberthe
  - Vencedor d'una etapa a la Ronda de l'Oise
  - Vencedor d'una etapa als Tres dies de Cherbourg
  - Vencedor d'una etapa al Circuit des plages vendéennes
  - Vencedor d'una etapa al Tour des Deux-Sèvres
- 2014
  -  Campió d'Estònia en ruta
  - Vencedor d'una etapa al Tour d'Auvergne
- 2015
  - 1r als Boucles de l'Aulne
- 2016
  - Vencedor d'una etapa al Circuit de les Ardenes
- 2019
  -  Campió d'Estònia en ruta
- 2020
  - Vencedor d'una etapa a la Baltic Chain Tour